# 中央戦線 (ソ連軍)
中央戦線（ロシア語: Центральный фронт、中央方面軍、もしくは中央正面軍とも）は、第二次世界大戦中（独ソ戦初期と中期）に2度に渡りソ連中央部に設置された赤軍の方面軍級部隊である。

## 中央戦線（1941年7月～8月）
最初の中央戦線は、1941年7月24日、ゴメリ、ボブルイスク、ヴォルコヴィスクのカバーのため、西部戦線の第4軍本部に基づき、第13軍、第21軍、第3軍（8月1日から）から編成された。
戦線部隊は、スモレンスクの戦いに参加した。
1941年8月25日、ブリャンスク及びゴメリ方面で行動していた部隊統制の統合のため、中央戦線は廃止され、その部隊は、ブリャンスク戦線に移管された。

### 編制
- 第4軍 - 1941年7月25日～8月25日
- 第13軍 - 1941年7月25日～8月25日
- 第21軍 - 1941年7月25日～8月25日
- 第3軍 - 1941年8月1日～8月25日

### 指揮官
司令官：
1. フョードル・クズネツォフ大将（1941年7月～8月）
2. ミハイル・エフレモフ中将（1941年8月）

軍事会議議員：
1. パンテレイモン・ポノマレンコ白ロシア共産党（ボリシェヴィキ）中央委員会書記（1941年7月～8月）

参謀長：
1. L.サンダロフ大佐（1941年7月～8月）
2. G.ソコロフ中将（1941年8月）

## 中央戦線（1943年2月～10月）
2度目の中央戦線は、1943年2月15日、クルスク北西、ブリャンスク戦線とヴォロネジ戦線の間に展開した旧ドン戦線（第21軍、第65軍、第70軍、第2戦車軍、第16航空軍）に基づき設置された。事後、第3軍、第13軍、第48軍、第50軍、第60軍、第61軍、第63軍、第3親衛戦車軍が配属された。
中央戦線主力は、1942年～1943年のオリョール・ブリャンスク方面での冬季攻勢に参加した。攻勢中、30～60km前進してセフスカに進出し、ブリャンスク－コノトプ鉄道を遮断した。戦線の騎兵・狙撃兵グループは、西方に100～120km前進し、3月10日までにノヴゴロド・セヴェルスキー北方のデスナ川に進出した。3月21日から、ムツェンスク、ブリャンツェヴォ、セフスク、ルィリスクの線で防勢転移した。
1943年のクルスクの戦い中、ドイツ軍の北方からクルスクに突破する試みを破砕した。5～6日間で、ドイツ軍は防勢転移せざるを得なくなった。7月15日、中央戦線右翼部隊は、攻勢を開始し、敵のオリョール集団南側面を打撃した後、オリョール戦略作戦において、ブリャンスク戦線及び西部戦線左翼と協同で同集団を撃破し、敵のオリョール突出部を排除した。
1943年夏と秋の戦略総攻勢時、中央戦線部隊は、チェルニゴフ・プリピャーチ作戦を行った。その結果、西方に300km前進し、ドニエプル川、プリピャーチ川、ソジュ川に進出して橋頭堡を確保し、ベラルーシと右岸ウクライナの解放に好適な条件を創出した。
1943年10月20日、10月16日付最高司令部スタフカの命令に基づき、中央戦線は、白ロシア戦線に改称された。

### 編制
- 第21軍 - 1943年2月15日～
- 第65軍 - 1943年2月15日～
- 第70軍 - 1943年2月15日～
- 第2戦車軍 - 1943年2月15日～
- 第16航空軍 - 1943年2月15日～
- 第3軍
- 第13軍
- 第48軍
- 第50軍
- 第60軍
- 第61軍
- 第63軍
- 第3親衛戦車軍

### 指揮官
- 司令官：コンスタンチン・ロコソフスキー大将（1943年2月～10月）
- 軍事会議議員：K.テレギン少将（1943年2月～10月）
- 参謀長：ミハイル・マリーニン中将（1943年2月～10月）